# Хуан, граф Барселонський
Інфант Дон Хуан Карлос Тереса Сільвестре Альфонсо де Бурбон і Баттенберг, граф Барселонський (ісп. Su Alteza Real Infante Don Juan Carlos Teresa Silverio Alfonso de Borbón y Battenberg, Conde de Barcelona; 20 червня 1913, Сеговія, Іспанія — 1 квітня 1993, Памплона, Наварра, Іспанія) — іспанський принц, колишній претендент на престол, син короля Альфонса ХІІІ, батько Хуана Карлоса І.

## Ранні роки

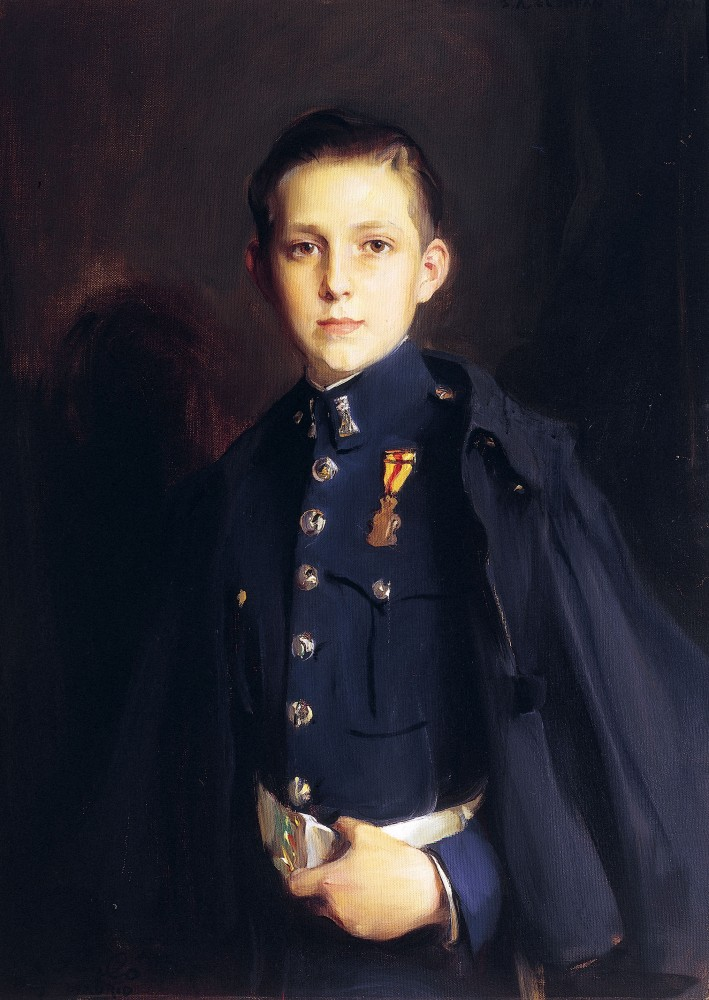
Портрет авторства Філіпа де Ласло, 1927

Народився 20 червня 1913 року в палаці Ла Гранха. У 1931 році батька інфанта Хуана, короля Альфонса ХІІІ, було вигнано, після чого в Іспанії проголосили Другу Іспанську республіку. Брати Хуана, Альфонсо та Хайме, зреклися на той час неіснуючого іспанського престолу. Таким чином, Хуан став наступником престолу та головним у іспанській королівській родині Бурбонів.
У березні 1935 року інфант Хуан склав у Великій Британії військово-морські іспити, що дозволило б йому стати лейтенантом Королівського флоту, якщо він відмовиться від іспанського громадянства. Проте інфант відмовився це зробити.

## Шлях до іспанського престолу
Першим у порядку успадкування іспанського престолу Хуан став у 1933 році після зречення своїх братів Альфонса та Хайме від іспанського престолу. Щоб підкреслити свої претензії на престол Іспанії, яка від 1939 року була під владою Франсіско Франко, інфант взяв собі титул графа Барселонського.
У 1936 році батько інфанта, колишній король Альфонсо ХІІІ, що перебував у еміграції, відіслав військово підготовленого сина взяти участь у Громадянській війні в Іспанії, проте інфант Хуан невдовзі був затриманий поблизу французького кордону.
Незадовго до смерті батько інфанта Хуана Альфонсо ХІІІ у 1941 році зрікся своїх претензій на іспанський трон. Після смерті колишнього короля у тому ж році Хуан став єдиним претендентом на престол.
19 березня 1945 року інфант Хуан оголосив у Лозанні свій маніфест, у якому сказав, що іспанське суспільство, над яким панує тоталітарний режим генерала Франко, бачить у монархії «єдину рятувальну інституцію».
У 1947 році Франсіско Франко оголосив Іспанію монархією. Інфант Хуан із сім'єю отримав змогу повернутися в Іспанію після шістнадцятилітньої еміграції у Великій Британії. Там вони проживали й надалі. Інфант Хуан був оголошений наступником престолу. Проте стосунки між ним та Франко були досить напруженими. Інфант підтримував перетворення Іспанії на конституційну монархію. Франко був проти цього. У 1969 році інфант назвав Франко «незаконним узурпатором», після чого той оголосив наступником престолу не інфанта Хуана, а його сина, Хуана Карлоса. Франко вважав, що Хуан Карлос продовжить його справу, будучи королем Іспанії. Проте пізніше він здивував народ Іспанії у своїх демократичних поглядах.
У 1975 році Франсіско Франко помер. Невдовзі після цього відбулася коронація Хуана Карлоса І, сина інфанта Хуана, якого Франко призначив своїм наступником. У 1977 році інфант Хуан зрікся іспанського престолу, проте зберіг титул графа Барселонського. У 1978 році Хуан Карлос І присвоїв батькові звання почесного адмірала флоту, а у 1988 — генерал-капітана флоту.
Граф Барселонський помер 1 квітня 1993 року від раку легень. Його поховали у Ескоріальському монастирі поруч з могилами іспанських королів.

## Шлюб та сім'я

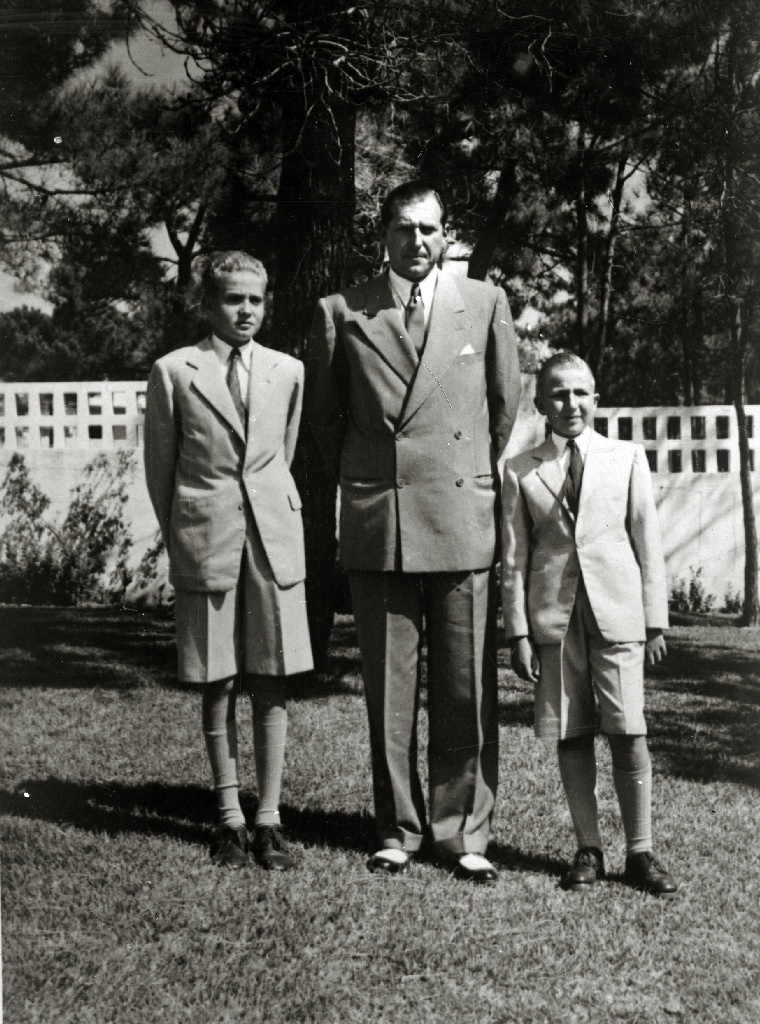
Інфант Хуан (посередині) разом із синами Хуаном Карлосом (ліворуч) та Альфонсо (праворуч). 1950 рік

12 жовтня 1935 року одружився з Марією де лас Мерседес де Бурбон і Орлеан. У шлюбі в них народилося четверо дітей:
- Пілар, герцогиня Бадахоська (1936–2020)
- Хуан Карлос І (нар. 1938), король Іспанії у 1975–2014 рр.
- Маргарита, герцогиня Сорія і Ернані (нар. 1939)
- Інфант Альфонсо (1941–1956)

## Герби

Герб інфанта Іспанії (1927–1931)
Королівський герб Іспанії (1941–1977). Використовувалося інфантом як претендент на престол та голова королівського дому
Королівський герб Іспанії (1941–1977). Використовувалося інфантом як претендент на престол
Герб після зречення від престолу на користь сина (1977–1993)

## Нагороди
- Орден Золотого руна
- Орден Карлоса III
- Хрест Морських заслуг
- Хрест Військово-Повітряних заслуг
- Вищий орден Святого Благовіщення
- Орден Святих Маврикія та Лазаря
- Орден Корони Італії
- Орден Спасителя
- Орден Непорочного зачаття Діви Марії Віла-Висозької
- Орден Христа